# تشارلز ويليام باركر
تشارلز ويليام باركر هو سياسي كندي، ولد في 20 ديسمبر 1912 في كالغاري في كندا، وتوفي في 11 يونيو 1997. حزبياً، نشط في British Columbia Social Credit Party ‏.